# Bogumił Luft
Bogumił Luft (ur. 7 października 1955 w Warszawie) – polski publicysta i dyplomata; członek rady redakcyjnej miesięcznika „Więź”, w latach 1993–1999 ambasador RP w Rumunii, zaś w latach 2010–2012 ambasador RP w Mołdawii.

## Życiorys
W 1980 ukończył studia z dziedziny filologii polskiej na Uniwersytecie Warszawskim. Był kierownikiem Sekcji Kultury Klubu Inteligencji Katolickiej w Warszawie i członkiem zarządu KIK-u w kadencji 1980/1981. Od grudnia 1980 do czerwca 1989 pracował w miesięczniku „Więź”, m.in. jako sekretarz redakcji i kierownik działu społecznego. Od lipca do września 1989 był publicystą „Tygodnika Solidarność”. W grudniu 1989 został członkiem redakcji „Rzeczpospolitej”, w której był zastępcą kierownika działu politycznego. Od lipca 1990 do lutego 1992 pracował jako kierownik działu zagranicznego tygodnika „Spotkania”, a także współpracownikiem TVP.
Od marca 1993 do czerwca 1999 był ambasadorem RP w Rumunii. Po powrocie do Polski ponownie pracował w „Rzeczpospolitej”, m.in. jako korespondent w Bukareszcie (od maja 2001 do grudnia 2003), kierownik działu Opinie (od września 2004 do października 2005). Od października 2006 pracował jako niezależny publicysta, ekspert instytucji rządowych i organizacji pozarządowych oraz tłumacz. Od września 2010 był ambasadorem RP w Mołdawii. Z tego stanowiska został odwołany w 2012.
W 1999 został odznaczony komandorią Orderu Gwiazdy Rumunii.
W 2014 opublikował książkę Rumun goni za happy endem.
Żonaty, ma czworo dzieci. Jest synem reumatologa prof. Stanisława Lufta oraz bratem Krzysztofa Lufta.